# صموئيل شميد
صموئيل شميد (بالألمانية: Samuel Schmid) (ولد في 8 يناير 1947) هو أحد أعضاء المجلس الفيدرالي السويسري منذ عام 2000، ورئيس الهيئة الفيدرالية للدفاع، الحماية المدنية والرياضة (بمثابة وزير دفاع لسويسرا).
انتُخب شميد في المجلس الفيدرالي السويسري في 6 ديسمبر 2000، وكان قبل ذلك ينتمي إلى حزب الشعب السويسري، أما الآن فهو أحد أعضاء الحزب الديمقراطي المحافظ، ويعمل رئيسا للهيئة الفيدرالية للدفاع، الحماية المدنية والرياضة. أصبح نائب رئيس الاتحاد الفيدرالي السويسري في عام 2004، ورئيسه عام 2005.
في 12 نوفمبر 2008، أعلن شميد نيته الاستقالة في نهاية 2008 من منصبه كوزير للدفاع. شميد برر استقالته بأسباب صحية وعائلية، إلا أن محللين أعزوا السبب إلى الضغوط التي مارسها حزب الشعب السويسري عليه طوال الأشهر الماضية.

## وصلات خارجية
- صموئيل شميد على موقع مونزينجر (الألمانية)

- معلومات عنه من موقع المجلس الفيدرالي السويسري